# 朱应登
朱應登（1477年—1526年），字升之，號凌溪，直隸寶應縣人。明朝詩人，官員。弘治進士，官至雲南參政。為“弘治十才子”之一。

## 生平
生於明宪宗成化十三年（1477年），弘治十一年（1498年）戊午科應天鄉試第二十四名舉人，弘治十二年（1499年）聯捷己未科會試第九十六名，二甲八十一名進士。历官南京户部主事、知延平府，以副使提学陕西调雲南，升遷為布政司右参政。世宗嘉靖五年（1526年）卒。

## 文學
朱应登善詩，詩宗盛唐，与李梦阳、何景明、王九思、边贡、徐祯卿、郑善夫、康海、顧璘、陈沂等合称十才子。著有《凌溪集》十八卷。

## 家族
曾祖朱宗泰；祖朱瓘；父朱訥（知縣）。母范氏。重庆下。兄應修。弟應賢、應辰、應儒、應和。
子朱曰藩，嘉靖間進士，終九江知府。能文章。